# 廣廈控股
廣廈控股集團有限公司，簡稱廣廈控股集團，以及廣廈控股（英語：Guangsha Holding Group Company Limited），於2001年由广厦建设集团有限责任公司、浙江廣廈股份有限公司（上海證券交易所上市公司）等企業組成控股公司。
現時業務在國內和全球經營建筑、房地产、能源、金融、制造、教育、医疗、传媒、宾馆、旅游等行業，總部位於浙江省杭州市玉古路166號。董事長為樓明（樓忠福兒子）。

## 連結
- Guangsha.com （页面存档备份，存于）